# Спиро Дебърски
Спиро Николов Дебърски (роден на 8 декември 1933) е български футболист, ляво крило, клубна легенда на Локомотив (София).

## Биография
Дебърски е родом от Горна Джумая. Започва да тренира футбол в местния клуб Пирин на 12-годишна възраст. През 1954 година преминава в Розова долина (Казанлък), където отбива военната си служба в продължение на две години и половина.
През декември 1956 година Дебърски е привлечен в Локомотив (София), където разгръща в пълна степен футболния си талант. Дебютира в А група в началото на 1957 г. при победа с 3:2 като гост срещу Спартак (Пловдив), реализирайки два гола за успеха. Сред най-силните му качества са бързина, демараж, пробивна мощ и физическа сила. Създава страхотен тандем в атаката на червено-черните с Никола Котков. Остава в Локомотив 12 години, като записва 276 мача с 84 гола в А група. С клуба става шампион на България през сезон 1963/64, като по време на кампанията изиграва 29 мача и бележи 14 попадения. Също така е вицешампион през 1964/65, както и бронзов медалист през 1967/68. Печели и две европейски титли за железничари през 1961 г. и 1963 г. През есента на 1964 г. изиграва 4 мача за Локомотив в Купата на европейските шампиони, в които бележи 5 гола. На 10 септември 1964 г. бележи два гола в дебютния за клуба мач в евротурнирите, в който Локомотив разгромява с 8:3 шведския Малмьо. Останалите му 3 гола са в двата мача от следващия кръг срещу унгарския Вашаш. През януари 1969 г., след обединението на Локомотив (София) със Славия, прекратява кариерата си на 35-годишна възраст.
В периода между 1957 г. и 1965 г. записва 24 мача и 8 гола за националния отбор. Дебютира на 21 юли 1957 г. в контрола срещу СССР, която е загубена с 0:4. На 3 ноември същата година бележи първия си гол за България при разгромния успех със 7:0 срещу Норвегия в световна квалификация. Има и един хеттрик за представителния отбор, реализиран на 9 май 1965 г. в приятелски мач срещу Турция (4:1).
Дебърски завършва треньорската школа при ВИФ „Георги Димитров“. През 1972 г. е назначен за директор на детско-юношеската школа на Локомотив (София). През 1973 г. става помощник на Йончо Арсов в първия състав на „железничарите“, където работи три сезона. Между 1977 г. и 1980 г. е старши треньор на кипърския Неа Саламина. Директор на детско-юношеската школа на клуба в продължение на 8 години. През сезон 1984/85 е наставник на Янтра (Габрово) в Б група.
През декември 2014 г. е обявен за почетен гражданин на Благоевград.

## Статистика по сезони
Включени са само мачовете от първенството.
| Сезон    | Отбор          | Първенство | Мачове | Голове |
| -------- | -------------- | ---------- | ------ | ------ |
| 1957     | Локомотив (Сф) | A група    | 22     | 11     |
| 1958     | Локомотив (Сф) | A група    | 9      | 1      |
| 1958/59  | Локомотив (Сф) | A група    | 19     | 7      |
| 1959/60  | Локомотив (Сф) | A група    | 22     | 7      |
| 1960/61  | Локомотив (Сф) | A група    | 23     | 7      |
| 1961/62  | Локомотив (Сф) | A група    | 15     | 1      |
| 1962/63  | Локомотив (Сф) | A група    | 27     | 4      |
| 1963/64  | Локомотив (Сф) | A група    | 29     | 14     |
| 1964/65  | Локомотив (Сф) | A група    | 27     | 9      |
| 1965/66  | Локомотив (Сф) | A група    | 28     | 8      |
| 1966/67  | Локомотив (Сф) | A група    | 29     | 5      |
| 1967/68  | Локомотив (Сф) | A група    | 18     | 8      |
| 1968/ес. | Локомотив (Сф) | A група    | 8      | 2      |

## Успехи
Локомотив (София)
- А група:
  -  Шампион: 1963/64

- Европейско първенство за железничари:
  -  Шампион (2): 1961, 1963